# Amphoe Ban Tak

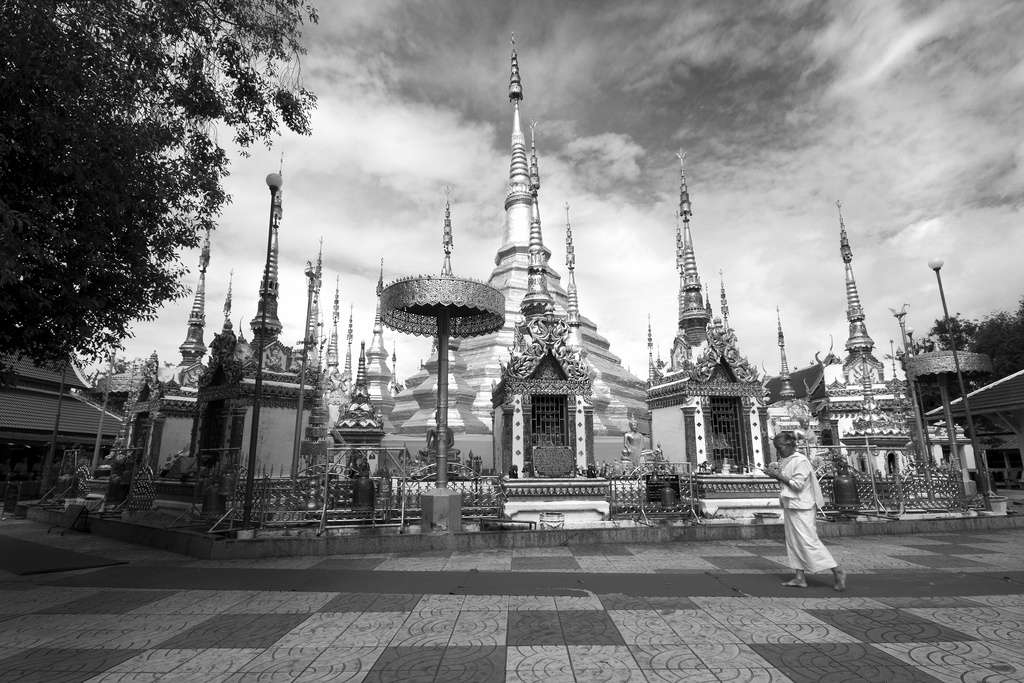
Wat Phra Borommathat Ban Tak

Amphoe Ban Tak (thailändisch อำเภอ บ้านตาก) ist ein Landkreis (Amphoe – Verwaltungs-Distrikt) in der Provinz Tak. Die Provinz Tak liegt in der Nordregion von Thailand.

## Geographie
Der Landkreis Ban Tak liegt im Nordosten der Provinz Tak, etwa 20 Kilometer nördlich der Stadt Tak, und grenzt an zwei weitere Provinzen, Sukhothai und Lampang.
Das Hauptgebäude der Amphoe-Verwaltung liegt in Ban Tak Ok, Tambon Tak Ok, an der Westseite der Phahonyothin-Fernstraße.
Amphoe Ban Tak liegt im Nordwesten der Provinz Tak und grenzt im Uhrzeigersinn von Süden aus gesehen an die Amphoe Mueang Tak, Mae Ramat und Sam Ngao in der Provinz Tak, an Amphoe Thoen in der Provinz Lampang sowie Amphoe Ban Dan Lan Hoi in der Provinz Sukhothai.
Wichtige Wasserquellen für die landwirtschaftliche Nutzung im Landkreis sind die Mae Nam Ping und Mae Nam Wang. Infolge der dem Südwest-Monsun abgewandten Berglage ist das Klima von Ban Tak eher trocken und heiß.

## Geschichte
Ursprünglich befand sich im Gebiet von Ban Tak das alte Tak (Müang Tak), eine nordwestliche Grenzstadt am Mae Nam Ping (Ping-Fluss) in Ban Tha Phra That, Tambon Ko Taphao. König Maha Thammaracha von Ayutthaya siedelte das Zentrum von Mueang Tak im 16. Jahrhundert an ihre heutige Stelle im Tambon Pa Mamuang um.
2003 entdeckten Archäologen auf Luftaufnahmen etwa 50 fossilierte Bäume (Makha, Familie Caesalpiniaceae), die auf einer Fläche von etwa 35 km² verstreut lagen. Die Länge des größten fossilen Baumes liegt bei mehr als 70 Metern, das Alter wird auf nahezu eine Million Jahre geschätzt. Der umliegende Wald wurde daraufhin zur Waldschutzzone erklärt und „Petrified Wood Forest Park“ genannt.

## Sehenswürdigkeiten
- Wat Phra Boromthat (Thai: วัดพระบรมธาตุ)

## Verwaltung

### Provinzverwaltung
Amphoe Ban Tak besteht aus sieben Unterbezirken (Tambon), die weiter in 67 Dörfer (Muban) gegliedert sind.
Es gibt zwei Kleinstädte (Thesaban Tambon) im Landkreis:
- Ban Tak (Thai: เทศบาลตำบลบ้านตาก) besteht aus Teilen der Tambon Tak Ok und Tak Tok,
- Thung Kra Chao (Thai: เทศบาลตำบลทุ่งกระเชาะ) besteht aus Teilen des Tambon Thong Fa.

Außerdem gibt es sechs „Tambon Administrative Organizations“ (TAO, องค์การบริหารส่วนตำบล – Verwaltungs-Organisationen) im Landkreis.
| Nr. | Name         | Thai      | Dörfer | Einw.  |
| --- | ------------ | --------- | ------ | ------ |
| 1.  | Tak Ok       | ตากออก    | 12     | 10.552 |
| 2.  | Samo Khon    | สมอโคน    | 09     | 04.348 |
| 3.  | Mae Salit    | แม่สลิด     | 12     | 07.891 |
| 4.  | Tak Tok      | ตากตก     | 10     | 05.596 |
| 5.  | Ko Taphao    | เกาะตะเภา | 08     | 06.359 |
| 6.  | Thung Kracho | ทุ่งกระเชาะ | 09     | 05.583 |
| 7.  | Thong Fa     | ท้องฟ้า     | 07     | 05.100 |

### Lokalverwaltung
Es gibt zwei Kleinstädte (Thesaban Tambon) im Landkreis:
- Ban Tak (เทศบาลตำบลบ้านตาก) besteht aus Teilen der Tambon Tak Ok und Tak Tok,
- Thung Kra Chao (เทศบาลตำบลทุ่งกระเชาะ) besteht aus Teilen des Tambon Thong Fa.

Außerdem gibt es sechs „Tambon Administrative Organizations“ (TAO, องค์การบริหารส่วนตำบล – Verwaltungs-Organisationen) für die Tambon im Landkreis, die zu keiner Stadt gehören.